# GM Small Gasoline Engine
GM Small Gasoline Engine (SGE) — серия трёх- и четырёхцилиндровых бензиновых двигателей внутреннего сгорания объёмом от 1,0 до 1,5 л, разработанных и выпускающихся немецкой компанией Opel.

## Технические характеристики
- Объём: 1,0—1,5 л (999—1490 см3)[1][2]
- Ход поршня: 77,4—86,6 мм
- Турбонаддув: Mitsubishi Heavy Industries

## Применения
- 2014 Opel Adam[3]
- 2014 MG GT[4]
- 2014 Opel Corsa E
- 2014 Roewe 360
- 2015 MG GS
- 2016 Buick Encore Sport Touring
- 2015—2016 Chevrolet Cruze
- 2016 Chevrolet Malibu
- 2016 Chevrolet Volt[5]
- 2016 Chevrolet Spark[6]
- 2016 Buick Envision
- 2016 Roewe e950 plug-in hybrid
- 2016 Roewe RX5
- 2017 Roewe i6
- 2017 MG 6
- 2017 Roewe i5
- 2018 Chevrolet Equinox
- 2018 MG HS
- 2018 MG ZS

## Версии, не применяемые в автомобилях Opel

### 1.4

#### LV7
LV7 — инжекторный атмосферный двигатель объёмом 1,4 л (1399 см3) с диаметром цилиндра 74 мм и ходом поршня 81,3 мм. Степень сжатия составляет 10,6:1. Двигатель может работать на неэтилированном бензине. Сборка двигателя организована в Чханвоне, Южная Корея.
| Годы производства | Модель          | Мощность                          | Крутящий момент         | Диаграмма мощности и крутящего момента |
| ----------------- | --------------- | --------------------------------- | ----------------------- | -------------------------------------- |
| 2016—2022         | Chevrolet Spark | 98 л. с. (72 кВт) при 6200 об/мин | 128 Н·м при 4400 об/мин | Диаграмма мощности и крутящего момента |

#### LE2
LE2 — инжекторный турбодвигатель объёмом 1,4 л (1399 см3) с диаметром цилиндра 74 мм и ходом поршня 81,3 мм. Степень сжатия составляет 10,0:1. Двигатель может работать на обычном бензине. В некоторых версиях LE2 применяется система «старт-стоп».
| Годы производства      | Модель                     | Мощность                            | Крутящий момент              | Диаграмма мощности и крутящего момента |
| ---------------------- | -------------------------- | ----------------------------------- | ---------------------------- | -------------------------------------- |
| 2016                   | Buick Encore Sport Touring | 153 л. с. (113 кВт) при 5600 об/мин | 240 Н·м при 2000—4000 об/мин |                                        |
| 2017—2019              | Buick Encore (Опционально) | 153 л. с. (113 кВт) при 5600 об/мин | 240 Н·м при 2000—4000 об/мин |                                        |
| 2021—2022              | Buick Encore               | 155 л. с. (114 кВт) при 5600 об/мин | 240 Н·м при 2000—4000 об/мин |                                        |
| 2016 — настоящее время | Chevrolet Cruze            | 153 л. с. (113 кВт) при 5600 об/мин | 240 Н·м при 2000—4000 об/мин | Диаграмма мощности и крутящего момента |
| 2021—2022              | Chevrolet Trax             | 155 л. с. (114 кВт) при 5600 об/мин | 240 Н·м при 2000—4000 об/мин |                                        |

### 1.5

#### L3A
L3A — 1,5-литровый (1490 см3) атмосферный двигатель с диаметром цилиндра 74 мм и ходом поршня 86,6 мм, впервые представленный во втором поколении Chevrolet Volt. Степень сжатия составляет 12,5:1. Двигатель может работать на неэтилированном бензине. Красная зона составляет 6000 об/мин.
| Годы производства      | Модель         | Мощность                           | Крутящий момент         |
| ---------------------- | -------------- | ---------------------------------- | ----------------------- |
| 2016—2019              | Chevrolet Volt | 100 л. с. (74 кВт) при 5600 об/мин | 140 Н·м при 4300 об/мин |
| 2017—2019              | Buick Velite 5 | 106 л. с. (78 кВт) при 5800 об/мин | 138 Н·м при 4400 об/мин |
| 2020 — настоящее время | MG 5           | 112 л. с. (82 кВт) при 6000 об/мин | 150 Н·м при 4500 об/мин |

#### LFV
LFV — 1,5-литровый (1490 см3) алюминиевый турбодвигатель с клапанным механизмом DOHC, диаметром цилиндра 74 мм и ходом поршня 86,6 мм. Степень сжатия составляет 10,0:1. Двигатель может работать на неэтилированном бензине. Красная зона составляет 6500 об/мин. В двигателе также применяется система «старт-стоп». Сборка двигателя организована в Шанхае (Китай), Чханвоне (Южная Корея), Толуке (Мексика), Спринг-Хилле (Теннесси) и Флинте (Мичиган).
| Годы производства      | Модель               | Мощность                            | Крутящий момент              | Диаграмма мощности и крутящего момента |
| ---------------------- | -------------------- | ----------------------------------- | ---------------------------- | -------------------------------------- |
| 2016 — настоящее время | Chevrolet Malibu     | 163 л. с. (120 кВт) при 5700 об/мин | 250 Н·м при 2000—4000 об/мин | Диаграмма мощности и крутящего момента |
| 2016 — настоящее время | Buick LaCrosse       | 169 л. с. (124 кВт) при 5600 об/мин | 250 Н·м при 1700—4000 об/мин |                                        |
| 2016—2021              | Buick Envision       | 169 л. с. (124 кВт) при 5600 об/мин | 250 Н·м при 1700—4000 об/мин | Диаграмма мощности и крутящего момента |
| 2016 — настоящее время | MG RX5               | 124 кВт (169 л. с.) при 5600 об/мин | 250 Н·м при 1700—4400 об/мин |                                        |
| 2018 — настоящее время | MG HS                | 162 л. с. (119 кВт) при 5600 об/мин | 250 Н·м при 1700—4400 об/мин |                                        |
| 2020 — настоящее время | MG 5 LE              | 171 л. с. (126 кВт) при 5600 об/мин | 275 Н·м при 1750—4000 об/мин |                                        |
| 2021 — настоящее время | MG 6 PRO             | 181 л. с. (133 кВт) при 5600 об/мин | 285 Н·м при 1500—4000 об/мин |                                        |
| 2022 — настоящее время | MG 5 Scorpio Edition | 181 л. с. (133 кВт) при 5600 об/мин | 285 Н·м при 1500—4000 об/мин |                                        |

#### LYX
LYX — 1,5-литровый (1490 см3) алюминиевый турбодвигатель с клапанным механизмом DOHC, диаметром цилиндра 74 мм и ходом поршня 86,6 мм. Степень сжатия составляет 10,0:1. Двигатель может работать на неэтилированном бензине.
| Годы производства      | Модель            | Мощность                            | Крутящий момент              |
| ---------------------- | ----------------- | ----------------------------------- | ---------------------------- |
| 2018 — настоящее время | MG HS FFV         | 162 л. с. (119 кВт) при 5600 об/мин | 250 Н·м при 1700—4400 об/мин |
| 2020 — настоящее время | MG HS PHEV        | 284 л. с. (209 кВт) при 5500 об/мин | 480 Н·м при 1700—4300 об/мин |
| 2018—2022              | Chevrolet Equinox | 170 л. с. (125 кВт) при 5600 об/мин | 275 Н·м при 2000—4000 об/мин |
| 2018—2022              | GMC Terrain       | 170 л. с. (125 кВт) при 5600 об/мин | 275 Н·м при 2000—4000 об/мин |

#### LSD
LSD — 1,5-литровый (1490 см3) алюминиевый турбодвигатель с клапанным механизмом DOHC, диаметром цилиндра 74 мм и ходом поршня 86,6 мм. Степень сжатия составляет 10,0:1. Двигатель может работать на неэтилированном бензине. В отличие от LYX, давление увеличено с 20 до 35 МПа.
| Годы производства      | Модель            | Мощность                            | Крутящий момент              |
| ---------------------- | ----------------- | ----------------------------------- | ---------------------------- |
| 2023 — настоящее время | Chevrolet Equinox | 175 л. с. (129 кВт) при 5600 об/мин | 275 Н·м при 2000—4000 об/мин |
| 2023 — настоящее время | GMC Terrain       | 175 л. с. (129 кВт) при 5600 об/мин | 275 Н·м при 2000—4000 об/мин |

## Версии, применяемые в автомобилях Opel
| Вариант | Конфигурация | Диаметр цилиндра x Ход поршня | Объём            | Тип двигателя                              | Степень сжатия | Мощность                                 | Крутящий момент              | Применения                          | Годы производства |
| ------- | ------------ | ----------------------------- | ---------------- | ------------------------------------------ | -------------- | ---------------------------------------- | ---------------------------- | ----------------------------------- | ----------------- |
| B10XE   | I3           | 74 × 77,7 мм                  | 1,0 л (999 см3)  | Атмосферный, с посредственным впрыском     | 10,5:1         | 75 л. с. (55 кВт) при 6500 об/мин        | 96 Н·м при 4500 об/мин       | Opel Karl                           | с 03.2015         |
| B10XFL  | I3           | 74 × 77,4 мм                  | 1,0 л (999 см3)  | Турбированный, с непосредственным впрыском | 10,5:1         | 90 л. с. (66 кВт) при 3700—6000 об/мин   | 170 Н·м при 1800—3700 об/мин | Opel Adam 1.0 SGE                   | с 11.2014         |
| B10XFL  | I3           | 74 × 77,4 мм                  | 1,0 л (999 см3)  | Турбированный, с непосредственным впрыском | 10,5:1         | 90 л. с. (66 кВт) при 3700—6000 об/мин   | 170 Н·м при 1800—3700 об/мин | Opel Corsa E 1.0 SGE Turbo          | с 11.2014         |
| B10XFL  | I3           | 74 × 77,4 мм                  | 1,0 л (999 см3)  | Турбированный, с непосредственным впрыском | 10,5:1         | 105 л. с. (77 кВт) при 5000 об/мин       | 170 Н·м при 1800—4250 об/мин | Opel Astra K 1.0 Turbo              | с 07.2015         |
| B10XFT  | I3           | 74 × 77,4 мм                  | 1,0 л (999 см3)  | Турбированный, с непосредственным впрыском | 10,5:1         | 115 л. с. (85 кВт) при 5000—6000 об/мин  | 170 Н·м при 1800—4500 об/мин | Opel Adam 1.0 SGE                   | с 11.2014         |
| B10XFT  | I3           | 74 × 77,4 мм                  | 1,0 л (999 см3)  | Турбированный, с непосредственным впрыском | 10,5:1         | 115 л. с. (85 кВт) при 5000—6000 об/мин  | 170 Н·м при 1800—4500 об/мин | Opel Corsa E 1.0 SGE Turbo (115 CV) | с 11.2014         |
| B14XE   | I4           | 74 × 81,3 мм                  | 1,4 л (1399 см3) | Атмосферный, с посредственным впрыском     | 10,6:1         | 101 л. с. (74 кВт) при 6000 об/мин       | 130 Н·м при 4000 об/мин      | Opel Astra K 1.4 16v                | с 07.2015         |
| B14XFL  | I4           | 74 × 81,3 мм                  | 1,4 л (1399 см3) | Турбированный, с непосредственным впрыском | 10,0:1         | 125 л. с. (92 кВт) при 4000—5600 об/мин  | 245 Н·м при 2000—3500 об/мин | Opel Astra K 1.4 Turbo              | с 07.2015         |
| B14XFT  | I4           | 74 × 81,3 мм                  | 1,4 л (1399 см3) | Турбированный, с непосредственным впрыском | 10,0:1         | 150 л. с. (110 кВт) при 5000—5600 об/мин | 245 Н·м при 2000—3500 об/мин | Opel Astra K 1.4 Turbo              | с 07.2015         |
| B15XFL  | I4           | 74 × 86,6 мм                  | 1,5 л (1490 см3) | Турбированный, с непосредственным впрыском | 10,1:1         | 103 кВт (140 л. с.) при 5600 об/мин      | 250 Н·м при 2000—4100 об/мин | Opel Insignia B 1.5 Turbo           | с 06.2017         |
| B15XFT  | I4           | 74 × 86,6 мм                  | 1,5 л (1490 см3) | Турбированный, с непосредственным впрыском | 10,1:1         | 121 кВт (165 л. с.) при 5600 об/мин      | 250 Н·м при 2000—4500 об/мин | Opel Insignia B 1.5 Turbo           | с 06.2017         |